# آتول کاپور
آتول کاپور (انگلیسی: Atul Kapoor؛ زادهٔ ۲۸ دسامبر ۱۹۶۶) بازیگر و صداپیشه اهل هند است.
از فیلم‌ها یا مجموعه‌های تلویزیونی که وی در آن‌ها نقش داشته‌است، می‌توان به بیگ باس اشاره نمود.